# Halstead (Essex)
Halstead is een civil parish in het bestuurlijke gebied Braintree, in het Engelse graafschap Essex met 11.906 inwoners.